# خیرآباد حاجی احمد
خیرآباد حاجی احمد یک روستا در ایران است که در دهستان ریزآب شهرستان نی‌ریز واقع شده‌است. خیرآباد حاجی احمد ۱۷ نفر جمعیت دارد.